# Idunspeugen (Adelsgeschlecht)

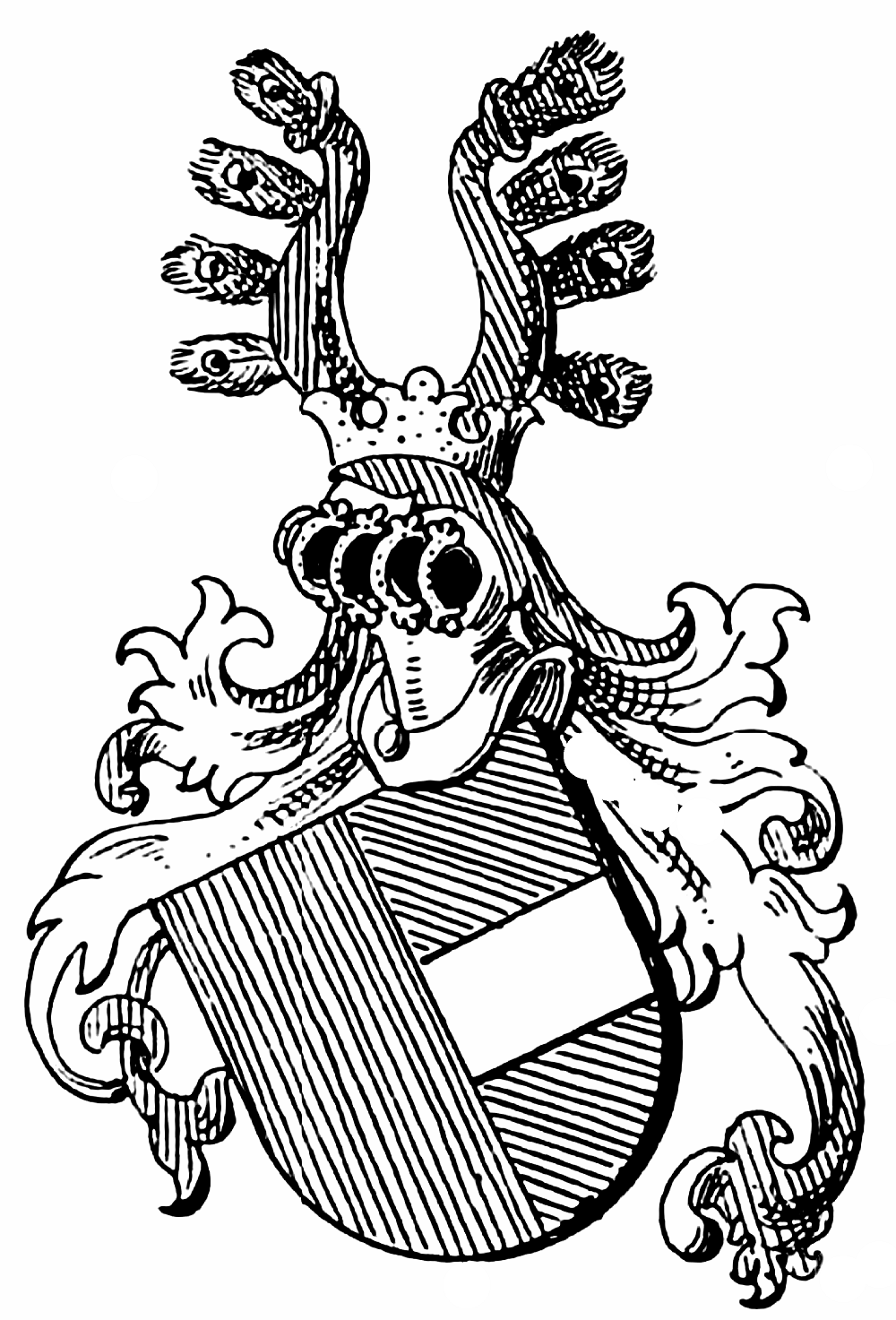
Wappen derer von Idunspeugen (auch Jedenspeigen) in Siebmachers Wappenbuch

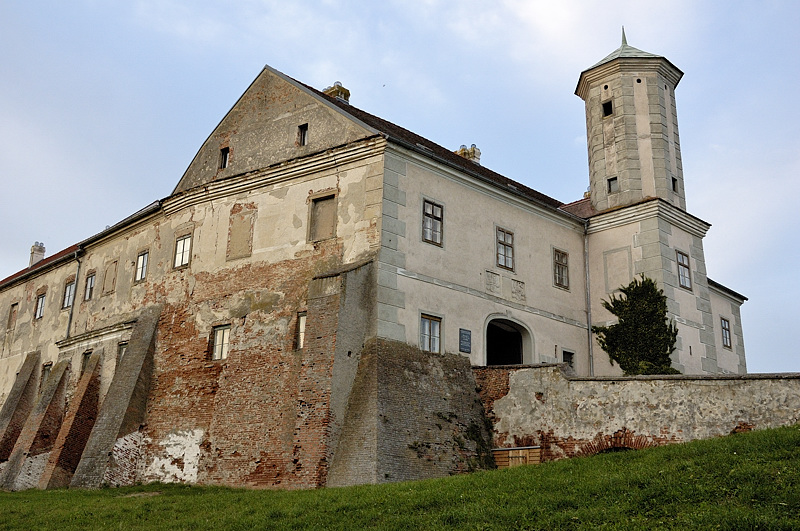
Schloss Jedenspeigen, Bezirk Gänserndorf, Niederösterreich, ehemals als Stammsitz im Besitz der Ritter von Idunspeugen (auch Jedenspeigen)

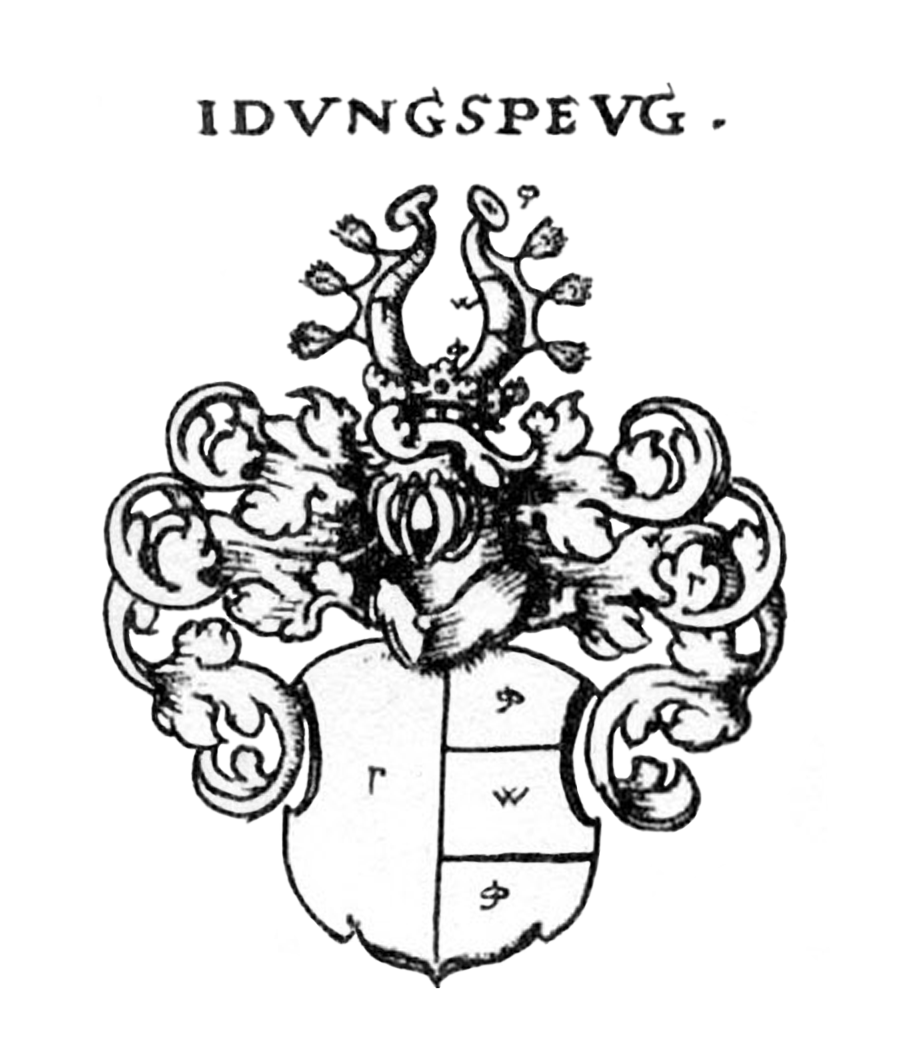
Wappen der Familie Idungspeug (Jedenspeig), nach Siebmachers Wappenbuch, Teil 2

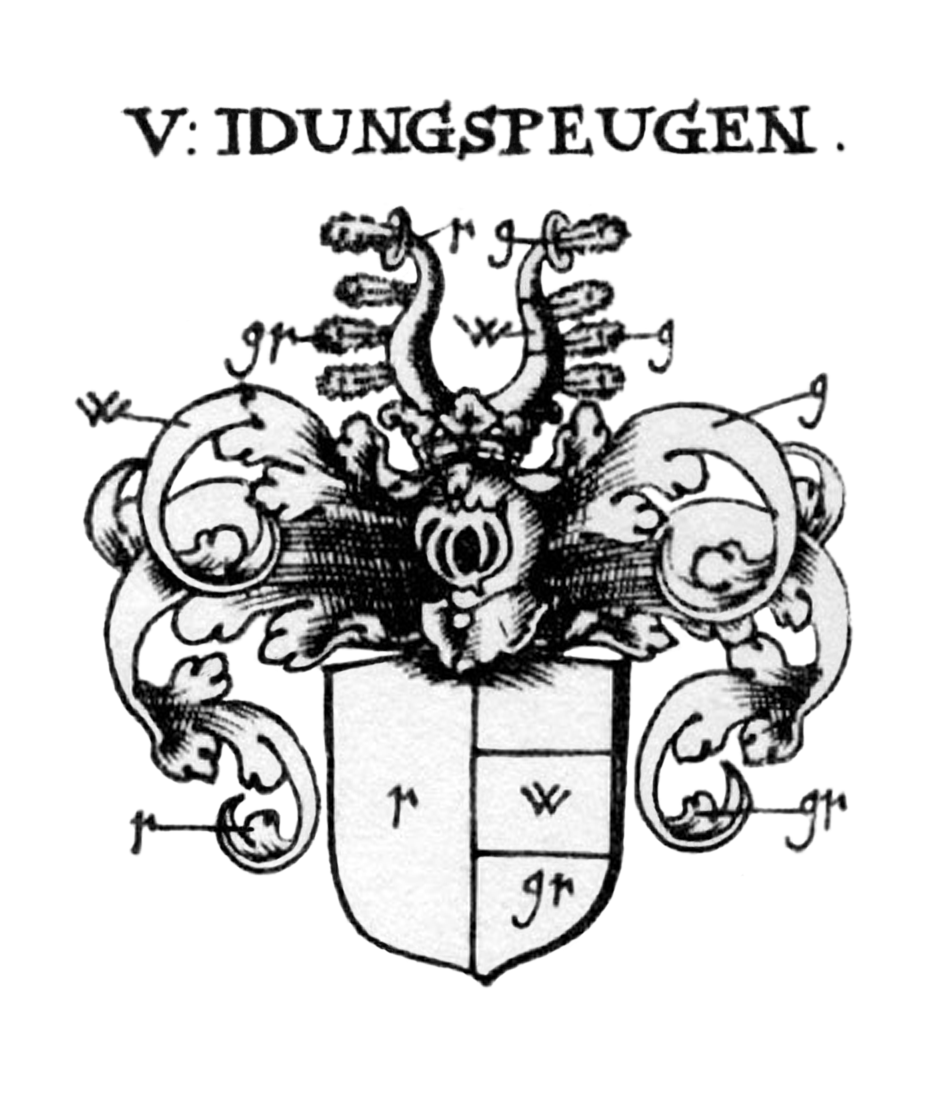
Wappen derer von Idungspeugen (Jedenspeigen), Siebmachers Wappenbuch, Teil 5

Das Adelsgeschlecht derer von Idunspeugen (auch Jedenspeigen) zählte zum niederösterreichischen landständischen Adel.

## Geschichte

### Ursprung und Besitztümer
Die Idunspeuger waren ein einheimisches Rittergeschlecht. Stammsitz des Adelsgeschlechtes war von 1295 bis ins Jahr 1497 Schloss Jedenspeugen (heute Schloss Jedenspeigen) im östlichen Weinviertel in der heutigen Gemeinde Jedenspeigen (Bezirk Gänserndorf, Niederösterreich, früher Gerichtsbezirk Zistersdorf), welche ihre erste urkundliche Erwähnung 1113 als Hiedungispuigin fand. 1275 waren die Tursen von Rauheneck in Jedenspeigen begütert und die Burg wird erst 1296 als Ydungspiugen erwähnt. Anfang des 16. Jahrhunderts ging das Schloss Jedenspeigen vom ritterlichen Adelsgeschlecht derer von Idunspeugen in den Besitz der Steinpeiss über. Die Brüder Kaspar, Jörg und Balthasar traten um 1440 in den Bund mit dem Söldnerführer Pankraz von Holitsch aus Mähren. Sie verwüsteten im Streit mit Kaiser Ferdinand III. das umliegende Land, weswegen die Landstände 113 berittene Söldnern und 452 Fußsoldaten zur Belagerung der Burg im Jahre 1441 schickten, diese einnahmen und zerstörten. Dabei konnte Kaspar entkommen und die Herrschaft wurde enteignet. Später bekam sie die Familie aber wieder zurück und 1497 wurde Clara von Jedenspeigen mit Max Steinpeiß vermählt. Die Freiherren von Lamberg waren danach von 1524 bis 1570 im Besitz der Herrschaft.
In der Liste der Landeshauptleute Tirols findet sich Johann der Jedenspeuger (Jedenspeigen), der von 1388 bis 1394 tätig war als Burggraf des adligen Geschlechts der Meinhardiner.

### Nobilitierungen und dynastische Ehen
Die Adelsfamilie erlangte den Ritterstand (Ritter zu Idunspeugen (Jedenspeigen)). Die Idunspeugen verbanden sich durch dynastische Eheschließungen mit einigen Adelsgeschlechtern wie z. B. die Herberstein und Steinpeiss. Es ist in den ersten Jahren des 17. Jahrhunderts mit Wilhelm Dietrich von Idunspeugen im Mannesstamm erloschen.

### Namensträger im Mannesstamm
In der zweiten Hälfte des 13. Jahrhunderts taucht urkundlich ein Otto von Idunspeugen und später auch folgende weitere Namensträger des Geschlechts derer von Idunspeugen (auch Idunspeuger) auf:
- Otto (I.) von Idunspeugen
  - Otto (II.) von Idunspeugen
  - Hadmar, im Jahre 1295 genannt im Kaufvertrag der Margaretha von Türss von Raucheneck über einige Grundstücke am Kahlenberg an Leopold von Sachsengang
    - Hadmar der Jüngere, vermählt mir Agnes von Moerr, urkundlich im Jahre 1328 als Zeugen genannt neben Hadmars Onkel (Oheim) Otto von Idunsspeugen und Ulrich I. von Walsee (aus dem Adelsgeschlecht der Herren von Walsee)

- Hans der Idunspeuger, erscheint 1369 an einem Mittwoch in der Pfingstwoche zusammen mit Niklas der Idunspeuger als Zeuge mit Insiegel im Stiftbrief des Hans von Tyerna, Münzmeister zu Wien, in der Bürgerspitalkirche zu Wien
- Niklas der Idunspeuger (siehe Hans Idunspeuger), zeugte 2 Söhne
  - Heinrich der Idunspeuger
  - Hans der Idunspeuger, empfängt 1398 landesfürstliche Lehen zu Drössing (Drösing), Dürrnkrut (Dürnkrut) und Höflein.
    - Georg, vermählt mit Martha von Pellendorf, 1434 urkundlich als Zeuge im Vermächtnisbrief der Milburg von Dachsbach
      - Hans I., vermählt um 1470 mit Margareth von Hundsheim, Witwe von Erhart des Truchsessen von Scheuchenstein

- Balthasar von Idunspeugen (um 1427), vermählt mit Anna von Graben
  - Georg von Idunspeugen
  - Holofernes von Idunspeugen
  - Joachim von Idunspeugen
    - Hans von Idunspeugen, führte den Stamm seines Großvaters Balthasar weiter, belehnt durch Kaiser Maximilian I. als Erzherzog zu Österreich mit vormaligen Lehen der Radauner zu Siebenhirten, Kalkspurg und Liesing
      - Georg von Idunspeugen, vermählt mit Barbara von Stadl, veräußerte 1596 die Herrschaft Radaun (Rodaun, ehemals Bezirk Mödling) an Joachim Herrn von Landau und zeugte sieben Töchter sowie fünf Söhne, welche einigen Teil des Erbes ihrer Mutter Barbara von Stadl in der Steiermark aufteilten (10. November 1589) und dort vorwiegend weiterlebten
        - Hans Ehrenreich von Idunspeugen
        - Christof von Idunspeugen
        - David von Idunspeugen
        - Georg von Idunspeugen
        - Adam von Idunspeugen
          - Johann Adam von Idunspeugen, vermählt mit Helena von Schnitzenbaum, verblieb kinderlos

        - Wolf Dietrich von Idunspeugen
          - Wilhelm Dietrich von Idunspeugen, vermählt mit Salome, Freiin von Herberstein, und letzter des Geschlechts derer von Idunspeugen im Mannesstamm (nach 1629)

## Wappen
Blasonierung: Das Wappen zeigt ein Schild gespalten, rechts rot, links grün mit silbernem Querbalken; auf dem gekrönten offenen Helm 2 Büffelhörner, welche wie die entsprechenden Schildfelder tingiert, außerdem aber jedes von beiden mit je 4 Pfaufedern von außen besteckt ist; die Helmdecken sind rechts silbern-rot und links silbern-grün.